# Bourse du Coton de Memphis
La Bourse du Coton de Memphis est située dans le centre-ville de Memphis, Tennessee, États-Unis, à l'angle de  la Rue de la Façade et de l'Avenue Union. Elle a été fondée en 1874 dans le sillage de la croissance du marché du coton à Memphis, où le commerce était important après la Guerre Civile Américaine, qui avait entraîné de très fortes variations du prix du Coton.

## Histoire

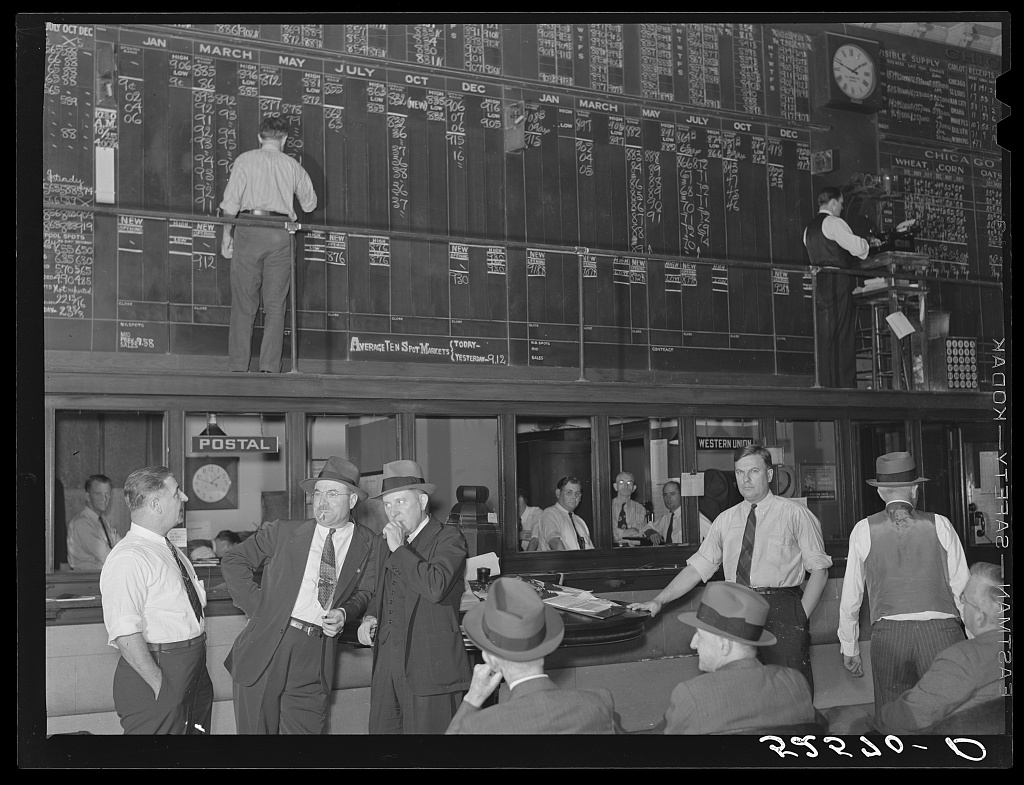
L'intérieur de la Bourse du coton de Memphis juste avant la fermeture pour la journée, 1939.

La Bourse du Coton dee Memphis a été fondée en 1874. Les marchands de l'époque ont pris conscience de la nécessité de réglementer le commerce du coton dans la ville et des nombreux avantages engrangés par le New York Cotton Exchange et de la  Bourse du Coton de la Nouvelle-Orléans. Elle a produit des règles sur le commerce du coton et défini des normes pour l'achat et les prix du coton à Memphis et la région. La Bourse a développé une méthode de classement du coton mais n'a jamais développé  la négociation de contrat à terme, sauf pour deux expériences de courte durée. Elle était une source d'information sur les marchés mondiaux, et les marchands de coton ont découvert qu'ils avaient intérêt à la rejoindre de rejoindre.
Pendant un temps, la Bourse du Coton a été logé dans ce qui est maintenant appelé l'Édifice de la Bourse, construit en 1910 sur au no 9 de la North Second Street à Memphis. D'une hauteur de 20 étages, il abritait à la fois la Bourse du Coton et les associations de négociants. Depuis le déclin des échanges à la fin du XXe siècle, avec la diversification de l'économie, il a été rénové pour l'utiliser comme un immeuble d'appartements.

## Voir aussi

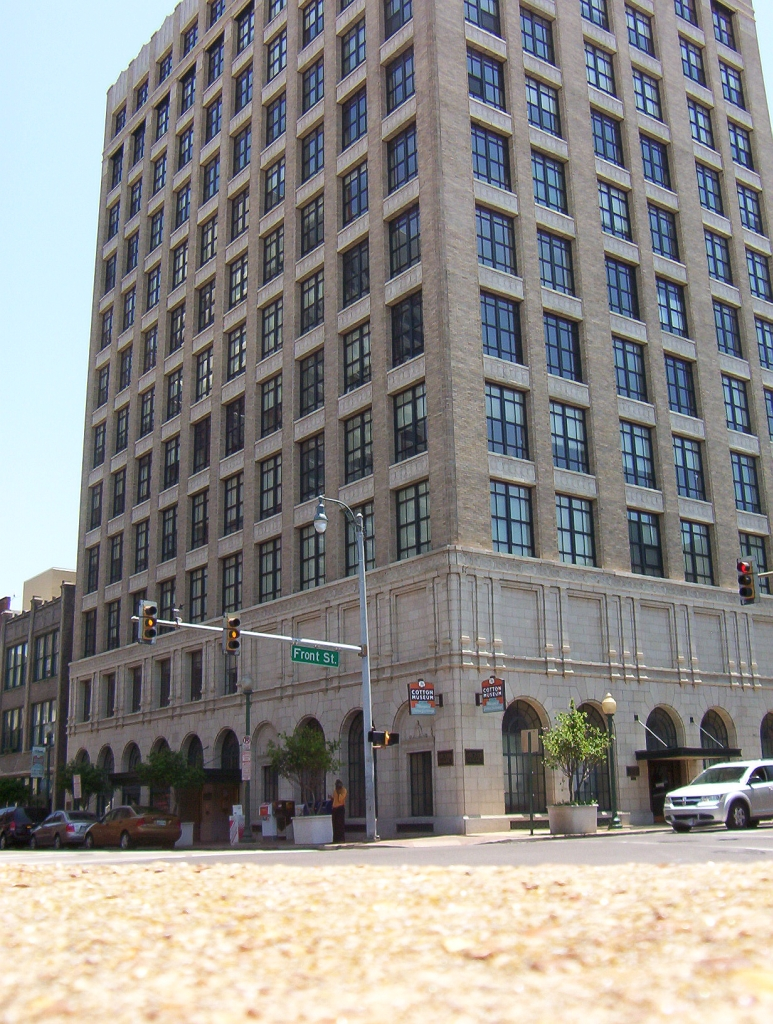
La Bourse du coton était sur l'emplacement du Musée de Coton.